# Remispora maritima
Remispora maritima är en svampart som beskrevs av Linder 1944. Remispora maritima ingår i släktet Remispora och familjen Halosphaeriaceae.  Arten är reproducerande i Sverige. Inga underarter finns listade i Catalogue of Life.